# Lodewijk Anton van Palts-Neuburg

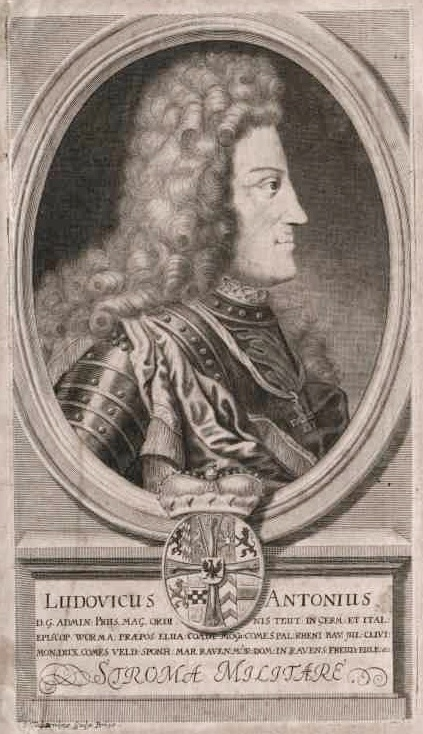
Lodewijk Anton van Palts-Neuburg.

Lodewijk Anton van Palts-Neuburg (Düsseldorf, 9 juni 1660 – Luik, 4 mei 1694) was van 1691 tot 1694 rooms-katholiek bisschop van Worms en grootmeester van de Duitse Orde. Hij behoorde tot het huis Palts-Neuburg.

## Levensloop
Lodewijk Anton was de derde zoon van vorst Filips Willem van Palts-Neuburg uit diens tweede huwelijk met Elisabeth Amalia, dochter van landgraaf George II van Hessen-Darmstadt. 
Als jongere zoon werd hij voorbestemd voor een kerkelijke loopbaan en sinds zijn kindertijd kreeg hij verschillende kanunnikmandaten toegewezen: in 1664 in Keulen, in 1668 in Mainz, in 1669 in Straatsburg, in 1674 in Speyer, in 1676 in Münster en in 1679 in Luik. Ook was hij vanaf 1674 abt van de Abdij van Fécamp. Zijn opvoeding werd toevertrouwd aan de Jezuïeten. In december 1679 werd hij eveneens ingehuldigd als ridder van de Duitse Orde. Zes dagen later werd hij reeds benoemd tot coadjutor van de grootmeester en vanaf 8 september 1684 bekleedde hij zelf de functie van grootmeester.
In september 1683 vocht Lodewijk Anton mee in de Slag bij Kahlenberg, als onderdeel van de Bevrijding van Wenen. Later nam hij ook deel aan de veldtochten tegen de Ottomanen in Hongarije. Voor zijn dapperheid werd hij in 1683 door keizer Leopold I benoemd tot officier-veldtochtmeester. In 1686 raakte hij zwaargewond tijdens gevechten nabij Boeda. Tijdens de Negenjarige Oorlog volgde hij in 1689 zijn bevordering tot generaal-veldtochtmeester. Dat jaar nam hij ook deel aan het Beleg van Mainz, waarbij Lodewijk Anton getroffen werd door een kogel.
Toen koning Lodewijk XIV van Frankrijk in 1688 de door hem aangeduide kardinaal Willem Egon van Fürstenberg wilde doordrukken als bisschop van Keulen, liet Lodewijk Anton zich een dag voor de verkiezing tot subdiaken wijden, zodat hij tot de geestelijke stand behoorde en deel kon nemen aan de verkiezing. Samen met zijn broer Frans Lodewijk, die eveneens kanunnik in Keulen was, kon hij de verkiezing van Fürstenberg verhinderen, aangezien de vereiste tweederdemeerderheid ontbrak. Uiteindelijk werd Jozef Clemens van Beieren, de kandidaat van de paus en de keizer, de nieuwe bisschop van Keulen. Hierdoor kende de politieke invloed van de Franse koning aan de Rijn een harde terugslag.
Op 22 augustus 1689 werd Lodewijk Anton benoemd tot proost van Ellwangen en op 19 april 1691 werd hij coadjutor van het aartsbisdom Mainz. Enkele maanden later, op 12 november 1691, volgde zijn verkiezing als bisschop van Worms, een bisdom dat zich door de oorlogsgebeurtenissen in een zeer erbarmelijke staat bevond. Op 4 januari 1694 werd Lodewijk Anton officieel tot priester gewijd en zes dagen later ontving hij de bisschopswijding.
Hetzelfde jaar was hij de tegenkandidaat van Jozef Clemens van Beieren bij de verkiezing van de bisschop van Luik. Beide kandidaten raakten verkozen, waarna ze de bemiddeling van de paus inriepen. Voordat die kon ingrijpen overleed Lodewijk Anton echter aan vlektyfus. Hij werd begraven in Ladenburg.
- Bibliothèque nationale de France: cb137707783 (data)
- Gemeinsame Normdatei: 118888536
- International Standard Name Identifier: 0000 0000 5490 7231
- Library of Congress Control Number: n94052627
- Nationale Bibliotheek van Letland: 000102628
- Nationale Bibliotheek van Israël: 987007281202405171
- Nationale Bibliotheek van Polen: a0000001857052
- Virtual International Authority File: 52487653
- WorldCat: E39PBJxGWJB3K6HDvmVYbb9v73